# Сохань Павло Степанович
Соха́нь Павло́ Степа́нович (18 листопада 1926, Новоіванівка — 14 червня 2013, Київ) — український історик-славіст, джерелознавець, археограф, член-кореспондент Національної академії наук України (1985), заслужений діяч науки і техніки України, лауреат Державної премії УРСР у галузі науки і техніки (1980).

## Біографія
Народився 18 листопада 1926 року в селі Новоіванівці (тепер Білопільського району Сумської області). Помер 14 червня 2013 року в м. Києві у віці 86 років.
У 1943–1951 роках служив у армії СССР. Учасник радянсько-німецької війни 1941–1945 років.
1953 року закінчив Харківський педагогічний інститут. З 1956 викладав історію у вишах Харкова. 1963 року закінчив аспірантуру Інституту історії АН УРСР за спеціальністю «загальна історія».
З 1974 до 1991 року — заступник директора з наукової роботи Інституту історії АН УРСР. З 1991 року Павло Степанович Сохань очолює заснований ним Інститут української археографії та джерелознавства ім. М.С. Грушевського НАН України.
Автор понад 400 праць у галузі всесвітньої історії, археографії та джерелознавства. Головний редактором «Українського археографічного щорічника» та видання «Наукові записки. Збірник праць молодих вчених та аспірантів», член редколегії журналу «Східний світ» і наукової ради «Українського історичного журналу».

## Вибрані публікації
- М. С. Грушевський і Academia: Ідея, змагання, діяльність. — К., 1993 (у співавт.).
- Народная Республика Болгария в содружестве стран социализма. — К., 1984.
- Георгій Димитров і Україна. — К., 1982.
- Очерки истории украинско-болгарских связей. — К., 1976.
- Вогонь вічної дружби. — К., 1966.
- Пламенный революционер. Жизнь и революционная деятельность Георгия Димитрова. — К., 1962.

## Відзнаки
- Орден «Знак пошани»,
- Почесна грамота Президії Верховної Ради УРСР;
- Лауреат Державної премії УРСР у галузі науки і техніки (1980, 1985);
- Лауреат премії Президії АН УРСР ім. Д. Мануїльського;
- Лауреат премії НАН України імені М. С. Грушевського (1994);
- Заслужений діяч науки і техніки України;
- Орден «Ярослава Мудрого»;
- Болгарський орден Кирила і Мефодія І ступеня.